# Дальневосточные игры 1923
VI Дальневосточные игры — соревнование мужских сборных команд некоторых стран Азии. Были проведены в мае 1923 года в Осаке, Японская империя. Спортсмены соревновались в восьми видах спорта.
Во время Игр филиппинец Лу Сальвадор поставил остающийся непобитым рекорд по наибольшему количеству очков, набранных игроком в одной игре в международных баскетбольных соревнованиях. Он набрал 116 очков в игре против Китая, и таким образом Филиппины получили золотую медаль.

## Участники
В соревнованиях вновь приняли участие 3 страны:
- Китайская республика
- Филиппины
- Японская империя (организатор)

## Виды спорта и чемпионы
| Вид спорта               | Чемпионы     |
| ------------------------ | ------------ |
| Бейсбол                  | Филиппины    |
| Баскетбол                | Филиппины    |
| Лёгкая атлетика          | Япония       |
| Волейбол                 | Филиппины    |
| Плавание                 | Япония       |
| Теннис, одиночный разряд | Тоба         |
| Теннис, парный разряд    | Абэ/Кавасума |
| Футбол                   | Китай        |